# Gabriele Minì
Gabriele Minì (Palermo, 20 de março de 2005) é um automobilista italiano que atualmente compete no Campeonato de Fórmula 2 da FIA pela equipe Prema Racing. Ele foi campeão italiano de Fórmula 4 em 2020, foi vice-campeão do Campeonato de Fórmula Regional Europeia de 2022 e também foi vice no Campeonato de Fórmula 3 da FIA de 2024, pela equipe Prema. Minì é membro da Alpine Academy.

## Carreira

### Fórmula Regional
Em dezembro de 2020, Minì participou do teste de estreante de pós-temporada para o Campeonato de Fórmula Regional Europeia com a equipe ART Grand Prix, ao lado de seu rival pelo título de Fórmula 4, Francesco Pizzi e Grégoire Saucy. Com ele estabelecendo a segunda volta mais rápida do dia. Após um segundo teste no final daquele mês, a equipe francesa confirmou que Minì competiria com ela na temporada de 2021. Ele permaneceu com a ART Grand Prix para a disputa do Campeonato de Fórmula Regional Europeia de 2022. Ele garantiu o vice-campeonato na última prova, após vencer a sua terceira corrida na temporada e conseguir 242 pontos, quatro a mais do que o terceiro colocado Paul Aron, mas cinquenta e oito a menos do que o campeão Dino Beganovic, ambos da Prema.
Em 2023, Minì se juntou a equipe Hitech Grand Prix para disputar o Campeonato de Fórmula Regional do Oriente Médio durante as três primeiras rodadas, para se preparar para sua campanha no Campeonato de Fórmula 3 da FIA.

### Fórmula 3
Em setembro de 2022, Minì participou do teste de pós-temporada do Campeonato de Fórmula 3 da FIA em Jerez, pilotando para a equipe Hitech Grand Prix, estabelecendo a volta mais rápida durante o primeiro dia.
Em 3 de novembro de 2022, foi anunciado que Minì havia sido contratado pela equipe Hitech para a disputa da temporada de 2023 do Campeonato de Fórmula 3 da FIA. Ele ficou na sétima posição no campeonato de pilotos, obtendo duas vitórias na corrida principal de Mônaco e na corrida sprint da Hungria, e conquistando 92 pontos.

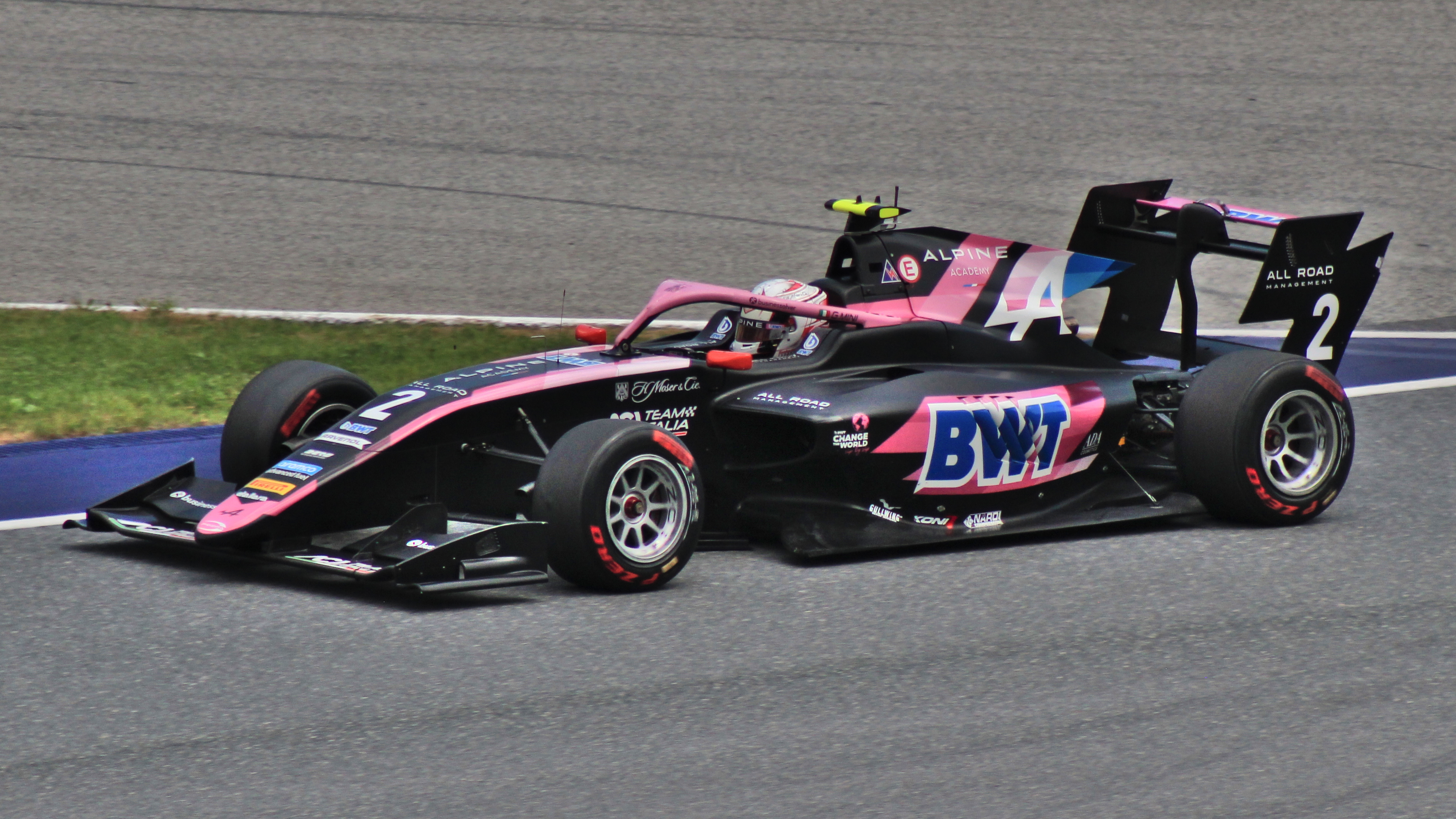
Minì na etapa da Áustria em 2024

Para a disputa da temporada de 2024, ele se transferiu para a equipe Prema Racing. Ele foi um dos candidatos ao título e chegou a liderar o campeonato após fazer a pole e vencer em Mônaco, porém, na última etapa, Minì foi derrotado por seu compatriota Leonardo Fornaroli, após este ultrapassar Christian Mansell na última volta e conseguir o terceiro lugar que lhe deu o título. A diferença entre os dois era de dois pontos, mas posteriormente, Minì foi desclassificado da prova por infrações técnicas. Assim, ele encerrou o ano com 130 pontos, a 23 do campeão.

### Fórmula 2
Em setembro de 2024, Minì foi chamado para substituir Oliver Bearman na equipe Prema Racing durante a etapa de Bacu do Fórmula 2 de 2024, pois o piloto britânico foi convocado para substituir Kevin Magnussen na Haas, que foi suspenso do Grande Prêmio do Azerbaijão de Fórmula 1 por conta do acúmulo de pontos de penalidade na sua Superlicença. Ele continuou com a Prema para a disputa da temporada de 2025.

### Fórmula 1
No início de 2023, foi anunciado que Miní ingressaria na Alpine Academy.